# Ruy Díaz de Guzmán
Ruy Díaz de Guzmán, o Ruy Díaz de Guzmán e Irala o escrit en la forma antiga com, Rui Diaz de Guzmán (Asunción, Paraguay, cap a 1559 – 17 de juny de 1629) va ser un conqueridor, buròcrata colonial i cronista crioll que va esdevenir el primer escriptor nascut a la gobernación del Río de la Plata y del Paraguay, i el segon en utilitzar en un llibre el topònim Argentina.
Per mandat de l'adelantado Juan Torres de Vera y Aragón el 1593, va ser el segon fundador de la ciutat de Santiago de Jerez del Igurey —o l'actual riu Ivinhema, de l'estat brasiler de Mato Grosso del Sud.

## Destinacions diverses i la seva obra més coneguda
El 1604 passà a la gobernación del Tucumán i anys més tard, a la província de Charcas, on probablement va llegir els cronistes de la conquesta del Perú.
Es va traslladar a la ciutat de Santiago del Estero el 1606, però disgustat amb el governador Alonso de Rivera, tornà a Charcas, on va treballar en la seva obra d'història “Anales del Descubrimiento, Población y Conquista del Río de la Plata” —més tard coneguda com "La Argentina"— que va acabar d'escriure el 25 de juny de 1612.
Posteriorment, l'obra va rebre el nom de La Argentina o Historia del Descubrimiento, Conquista y Población del Río de la Plata i actualment com La Argentina manuscrita, considerada la primera obra històrica patriòtica.
En aquesta obra es menciona el fort de Sancti Spiritu.